# 아이도마조레
아이도마조레(Aidomaggiore, 사르데냐어: Aidumajore)는 이탈리아 사르데냐 오리스타노도의 코무네이다. 아이도마조레는 칼리아리 북쪽으로 약 110 킬로미터 (68 mi), 오리스타노 북동쪽으로 약 35 킬로미터 (22 mi) 떨어져 있다.
아이도마조레는 다음 코무네와 접한다: 보로레, 두알키, 길라르차, 노르벨로, 세딜로, 소디.